# Яс (пристрій)

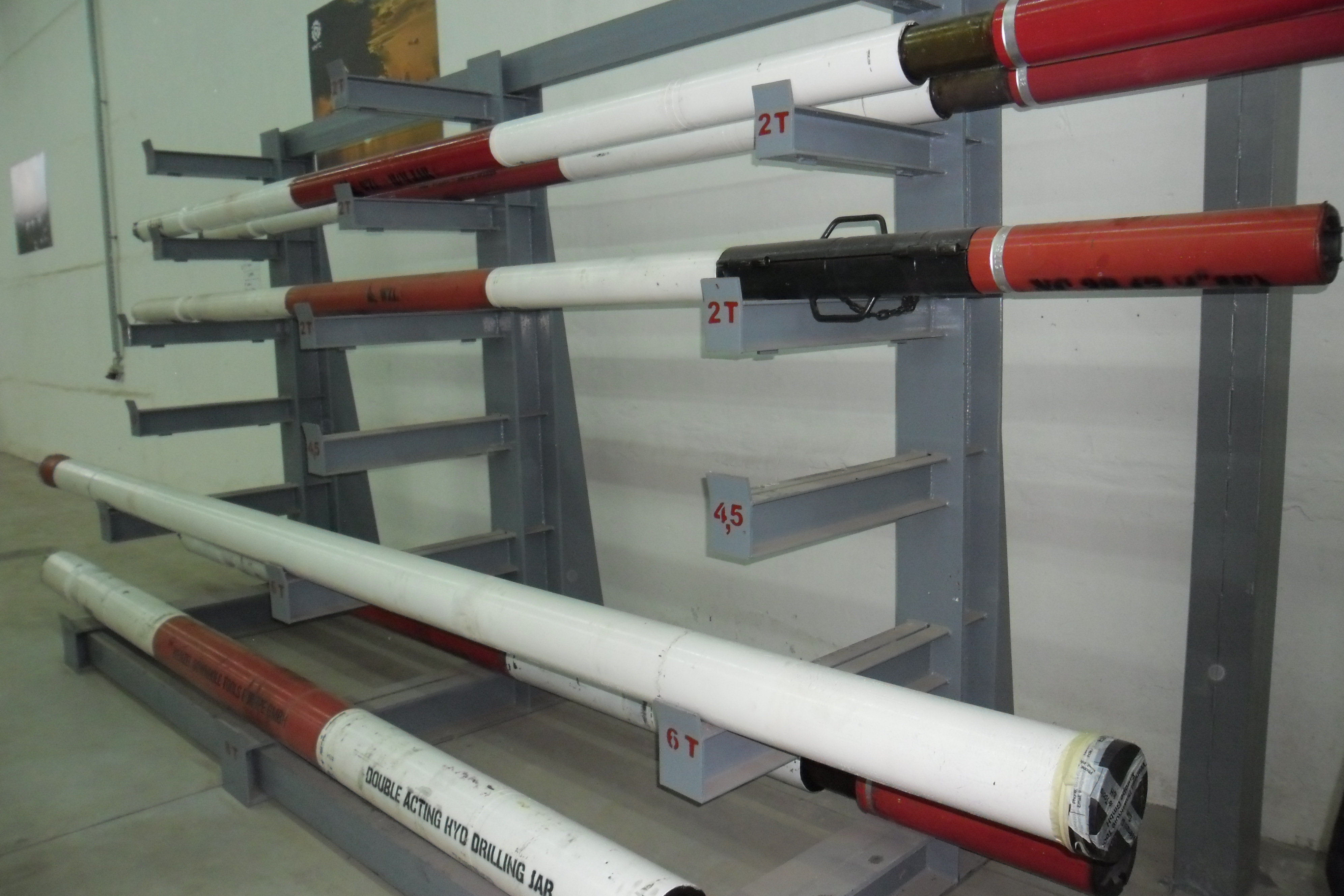
Яс

Яс, також яс ловильний (рос. ясс; англ. jar, jarring device; нім. Schlagschere f) — пристрій для вловлювання свердловинного інструменту або обладнання і звільнення прихопленої його частини (наприклад, бурильних труб) створенням ударного (зверху вниз і знизу вгору) або вібраційного навантаження.